# Зимнева къща („Македономахи“ № 39)
Зимневата къща (на гръцки: Οικία Ζήμνα) е къща в град Воден, Гърция.

## Местоположение
Къщата е разположена в традиционния квартал Вароша, на улица „Македономахи“ № 39.

## История
Изградена е в XIX век. Собственост е на семейство Зимнас. В 1987 година като „пример за традиционната градска архитектура на XIX век“ е обявена за паметник на културата.